# 明光站
明光站，位于中华人民共和国安徽省滁州市明光市车站南路1号，是京沪铁路上的火车站，建于1909年，由中国铁路上海局集团蚌埠直属站管辖。车站办理旅客列车客运乘降业务，货运办理明光市及周边定远、五河、盱眙等地区货物的整车货物运输业务，主要办理粮食类、非矿类、矿建类、化肥类货品到发。

## 歷史

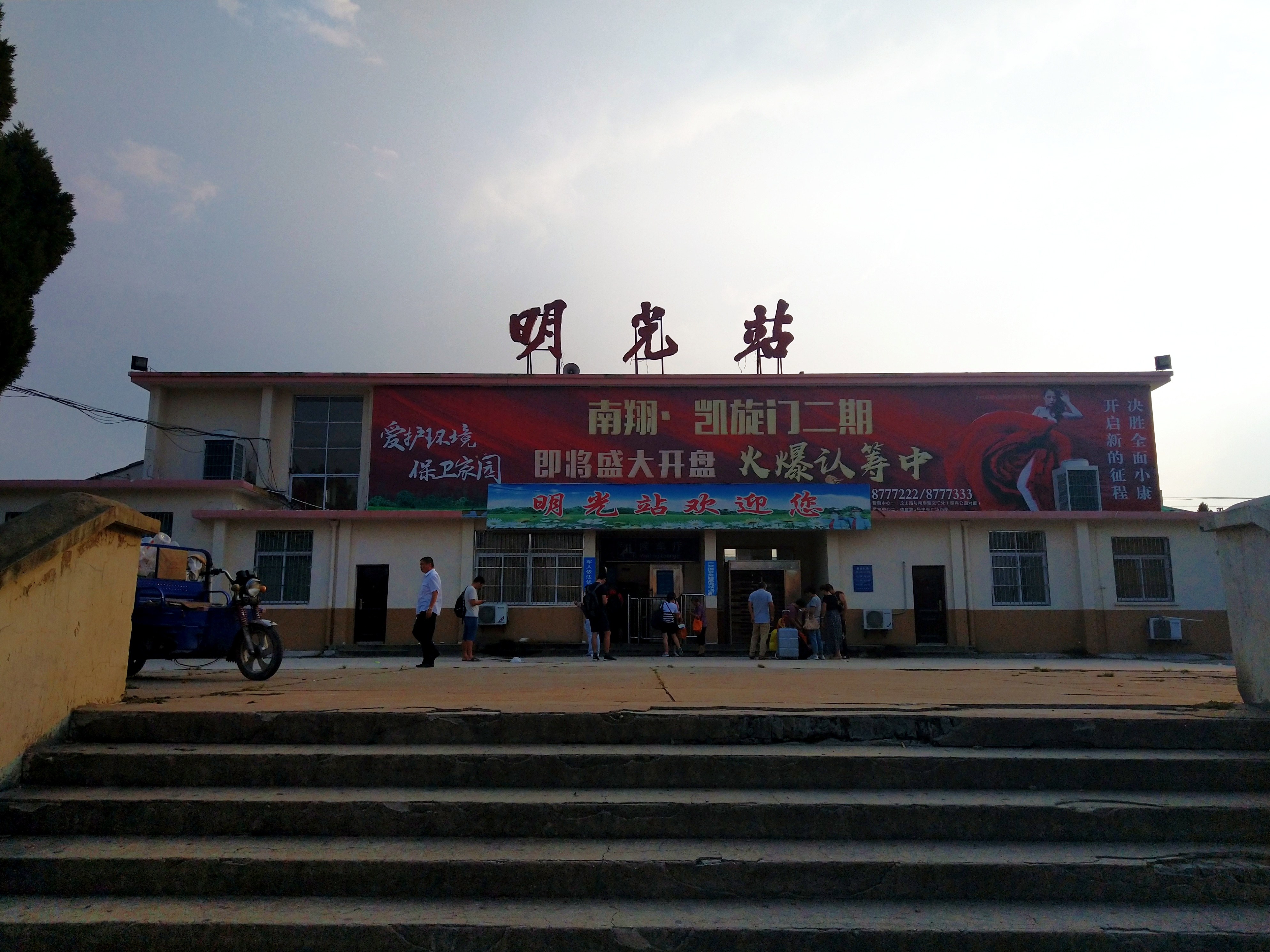
站房（2018年8月）

明光站建于1909年，1911年建成通车，站址位于渡口西路38号。车站建成初期设有7条股道，不設候车室。由于车站與相邻卞庄站之间质量较差，数次发生在该区间运行的列车动力不够而返回明光站的事件。之后车站陆续增建站房及简易候车室、货运及站台等设施。
1974年12月，明光站向南迁至现址，老站随即废弃。明光新客站候车室面积438.5平方米，可容纳337人。1980年后，明光站逐渐成为周边定远、凤阳、五河、泗县、灵璧、盱眙、泗洪、睢宁等地居民乘坐火车的中转地：车站最高峰时车站每日接发49趟列车，发送旅客逾万人；明光当地依靠铁路带来的优势，经济总量曾屈居安徽省第八。
1998年中国铁路实施大提速后，停靠明光站的列车逐渐减少，濒临废站。2013年在当地政府官员的争取下，车站每日停靠列车增加5趟至十余趟，每日发送客流由原先的600人左右增加至1400人。2010年来，明光政府曾多次打算对现有车站进行改造，但未能成事。
明光市人民政府最终于2018年12月20日与中国铁路上海局集团有限公司正式签订明光站客运设施改造工程协议。2019年起车站进行改造工程。改造项目包括站房重建、站台改造以及无障碍设施安装等项目。车站将于2019年10月15日至2020年12月10日停办客运业务以进行改造。2020年12月11日，改造后的明光站恢復办理客运业务。

## 车站结构

### 站房
明光站新站房面积2998平方米，外立面由由小至大、由低至高的半框构成，寓意“门户”的概念。站房候车室内可容纳600名旅客候车。

### 站场
明光站为二台五线车站。其中一号站台为侧式站台，长500米、宽6.1米；2号站台为岛式站台，长500米、宽8.5米。两座站台均设有长150米的站台雨棚覆盖。两座站台之间设有一座长达25.5米宽7米的进站天桥和一座出站地道连接。
明光站货场位于明光污水处理厂附近，面积29400平方米。货场内设有5条货物线，并连接1条专用线。
| 侧式站台 |                                 |
| 1站台    | 京沪铁路 往上海方向（卞庄站）   |
| 正线     | 京沪铁路 下行列车通过线         |
| 正线     | 京沪铁路 上行列车通过线         |
| 岛式站台 |                                 |
| 2站台    | 京沪铁路 往北京方向（小溪河站） |
| 侧线     | 京沪铁路 列车                   |

## 車站周邊
- 明光铁路医院
- 嘉年华酒店

## 外部連結
- 维基共享资源上的相關多媒體資源：明光站